# Kůstrý
Kůstrý är ett berg i Tjeckien.   Det ligger i regionen Södra Böhmen, i den sydvästra delen av landet, 110 km sydväst om huvudstaden Prag. Toppen på Kůstrý är 845 meter över havet, eller 68 meter över den omgivande terrängen. Bredden vid basen är 1,00 km.
Terrängen runt Kustrý är huvudsakligen lite kuperad.Runt Kustrý är det ganska glesbefolkat, med 35 invånare per kvadratkilometer. Närmaste större samhälle är Strakonice, 17,1 km nordost om Kustrý. Omgivningarna runt Kustrý är en mosaik av jordbruksmark och naturlig växtlighet.